# مدرسة لندن للصحافة
كلية لندن للصحافة ( LSJ ) هي مدرسة صحافة مستقلة مقرها في لندن، إنجلترا، والتي تقدم مؤهلات في الصحافة والصحافة المستقلة والكتابة الإبداعية. توفر كلية لندن الجامعية لطلابها التعلم في الموقع أو عن بعد، بدءًا من الدورات القصيرة وحتى دبلومات الدراسات العليا. تأسست المدرسة في عام 1920 على يد السير ماكس بيمبرتون.

## خريجون بارزون
- جوزي داربي، ممثلة ومقدمة برامج تلفزيونية
- دون تشارلوود، كاتب أسترالي
- جينا دين، سيدة أعمال
- كان دوندار، صحفي وكاتب عمود ومخرج أفلام وثائقية
- تشارلز جريفز، صحفي ومؤلف
- وليام هاريس، صحفي
- جورجيوس كاراتزافيريس، سياسي يوناني وعضو البرلمان اليوناني
- نيل نونيس، مذيع راديو بي بي سي 4
- ت. سيلفا، مؤلف وكاتب عمود وشخصية إذاعية وتلفزيونية
- نويل "رازور" سميث، مجرم محترف وكاتب
- راجيش تالوار، مؤلف هندي
- جيل تاونسند، ممثلة وصحفية أمريكية ( ديلي ميل)
- لاريسا فاسيليان صحفيه
- راس مبارك، صحفي وسياسي غاني
- أورال أوفوري، صحفي، راوي قصص رقمية
- مايكل إرنست سويت، معلم وكاتب

## روابط خارجية
- الموقع الرسمي